# Interconnettore Grecia-Bulgaria
L'interconnettore Grecia-Bulgaria, noto comunemente con l'acronimo IGB, è un gasdotto che collega le reti di gasdotti greca e bulgara. È entrato in funzione ed inaugurato il 1º ottobre 2022.

## Caratteristiche tecniche
Il percorso è in direzione nord-sud ed è lungo 182 km, di cui circa 150 km in Bulgaria e 30 km in Grecia; parte dalla città greca di Komotini (dove v'è l'Interconnettore Turchia-Grecia), transita per le città bulgare di Kardzhali, Haskovo e Dimitrovgrad e termina a Stara Zagora, a circa 230 km da Sofia.
Ha una capacità di 3 miliardi di m³/anno. Il diametro del tubo posato è di 813 mm. Può funzionare con il flusso inverso.

## Progetto
Il progetto è in linea con la strategia comune dell'Unione europea per la sicurezza dell'approvvigionamento basata sul mercato, che prevede l'interconnessione bidirezionale delle reti nazionali e in particolare la creazione di un Corridoio meridionale del gas. Sebbene la capacità del progetto IGB non soddisfi pienamente la capacità prevista nel corridoio meridionale del gas, consenità comunque di ottenere una reale diversificazione delle fonti di fornitura di gas naturale alla Bulgaria e aiuterà i Paesi della regione che dipendono dalle importazioni russe a ottenere un maggiore accesso al mercato globale del gas naturale. Da questa infrastruttura transita il gas naturale proveniente dalle riserve dell'Azerbaigian.
L'interconnessione, oltre a fornire alla Bulgaria l'accesso diretto al corridoio meridionale del gas e la possibilità di approvvigionamento di gas naturale tramite il gasdotto Trans-Adriatico (TAP) e quello Trans-Anatolico (TANAP), nel prossimo futuro, consentirà il collegamento via terminale di gas liquefatto vicino ad Alexandroupolis, in Grecia.

## Storia
L'apertura dell'interconnettore Grecia-Bulgaria è avvenuta il 1º ottobre 2022, benché l'infrastruttura fosse pronta ad entrare in funzione ed importare gas naturale sin dal precedente mese di luglio 2022. Il ritardo è stato determinato dal Governo del primo ministro Gălăb Donev, che ha ostacolato l'opera per ragioni di politica internazionale e, in particolare, dal collocamento antieuropeista e di prossimità con la Russia. Il Governo, infatti, nonostante le sanzioni internazionali conseguenti all'invasione russa dell'Ucraina, ha spinto per la riapertura di negoziati con Gazprom, per tornare a ricevere forniture di gas russo, precedentemente sospese dalla Russia come ritorsione per il rifiuto del Governo Petkov di pagare il prezzo in rubli.